# جائحة فيروس كورونا في سوريا
تم الإبلاغ عن أول حالة عن جائحة فيروس كورونا 2019–20 في سوريا في 10 مارس 2020، بناءً على أدلة غير مباشرة، حيث أعلنت باكستان تسجيل 9 إصابات جديدة بفيروس كورونا، مشيرة إلى أن 6 من المصابين الجدد وصلوا إلى مدينة كراتشي عاصمة إقليم السند قادمين من سوريا عبر الدوحة. فيما أنكرت الحكومة السورية أي حالات لفيروس كورونا في البلاد حتى تاريخ 22 مارس، حينما أعلنت وزارة الصحة السورية عن أول إصابة.

## خلفية
في 12 يناير 2020، أكدت منظمة الصحة العالمية عن ظهور فيروس كورونا المستجد كسبب للمرض التنفسي الذي أصاب مجموعة من الأشخاص في مدينة ووهان، مقاطعة خوبي، الصين، إذ أُبلغ عنهم إلى منظمة الصحة العالمية في 31 ديسمبر 2019. كانت نسبة الوفيات بين الحالات المُشخصة بكوفيد-19 أقل بكثير من جائحة فيروس سارس في عام 2003، لكن انتقال العدوى كان أكبر، والوفيات أيضًا.

## الحالات المؤكدة
الحالات المؤكدة حسب المحافظة
| جائحة فيروس كورونا في محافظات سوريا 2021 | جائحة فيروس كورونا في محافظات سوريا 2021 | جائحة فيروس كورونا في محافظات سوريا 2021 | جائحة فيروس كورونا في محافظات سوريا 2021 | جائحة فيروس كورونا في محافظات سوريا 2021 |
| محافظات سوريا                            | الحالات المؤكدة                          | الحالات النشطة                           | الشفاء                                   | الوفيات                                  |
| المجموع                                  | 55872                                    | 14                                       | 52524                                    | 3150                                     |
| ---------------------------------------- | ---------------------------------------- | ---------------------------------------- | ---------------------------------------- | ---------------------------------------- |
| محافظة دمشق                              | 10699                                    | 144                                      | 9654                                     | 901                                      |
| محافظة حلب                               | 8532                                     | 1                                        | 8033                                     | 498                                      |
| محافظة ريف دمشق                          | 5029                                     | 0                                        | 4979                                     | 50                                       |
| محافظة اللاذقية                          | 9761                                     | 0                                        | 9329                                     | 432                                      |
| محافظة حمص                               | 6070                                     | 0                                        | 5703                                     | 367                                      |
| محافظة طرطوس                             | 3914                                     | 14                                       | 3623                                     | 277                                      |
| محافظة السويداء                          | 2960                                     | 0                                        | 2702                                     | 258                                      |
| محافظة حماة                              | 2838                                     | 39                                       | 2718                                     | 81                                       |
| محافظة درعا                              | 3772                                     | 0                                        | 3138                                     | 134                                      |
| محافظة القنيطرة                          | 997                                      | 0                                        | 964                                      | 33                                       |
| محافظة الحسكة                            | 938                                      | 0                                        | 934                                      | 4                                        |
| محافظة دير الزور                         | 830                                      | 0                                        | 717                                      | 113                                      |
| محافظة الرقة                             | 25                                       | 0                                        | 23                                       | 2                                        |
| محافظة إدلب                              | 7                                        | 0                                        | 7                                        | 0                                        |

المعلومات بحسب وزارة الصحة السورية حتى تاريخ 11 تشرين الأول 2020.

### الحالات بحسب مصدر الإصابة
| حالات مرض كوفيد-19 في سوريا بحسب مصدر العدوى | حالات مرض كوفيد-19 في سوريا بحسب مصدر العدوى |
| مصدر العدوى                                  | الحالات                                      |
| -------------------------------------------- | -------------------------------------------- |
| خالط حالة مؤكدة                              | 97                                           |
| غير معروف                                    | 154                                          |
| قادم من خارج البلاد                          | 25                                           |
| تماس مع زائر أجنبي                           | 1                                            |
| مسح عشوائي                                   | 1                                            |
| مكان العمل                                   | 2                                            |

المعلومات بحسب وزارة الصحة السورية حتى تاريخ 06 تموز 2020.

### الحالات بحسب الفئة العمرية والجنس
| الفئة العمرية  | ذكر     | أنثى     |
| -------------- | ------- | -------- |
| 9-0 سنوات      | 10      | 9        |
| 19-10 سنة      | 17      | 24       |
| 29-20 سنة      | 28      | 22       |
| 39-30 سنة      | 32      | 27       |
| 49-40 سنة      | 23      | 27       |
| 59-50 سنة      | 28      | 24       |
| 69-60 سنة      | 38      | 22       |
| 79-70 سنة      | 12      | 9        |
| أكثر من 80 سنة | 2       | 4        |
| المجمل         | 190 ذكر | 168 أنثى |

## الخط الزمني للإصابات المؤكدة
| التاريخ                                                                                         | التاريخ    |  | # الحالات     | # الوفيات   |
| ----------------------------------------------------------------------------------------------- | ---------- |  | ------------- | ----------- |
| 2020-03-22                                                                                      | 2020-03-22 |  | 1(غ.م.)       |             |
| ⋮                                                                                               |            |  |               |             |
| 2020-03-25                                                                                      | 2020-03-25 |  | 5(غ.م.)       |             |
| ⋮                                                                                               |            |  |               |             |
| 2020-03-29                                                                                      | 2020-03-29 |  | 10(غ.م.)      | 1(غ.م.)     |
| 2020-03-30                                                                                      | 2020-03-30 |  | 10(=)         | 2(+100%)    |
| ⋮                                                                                               |            |  |               |             |
| 2020-04-02                                                                                      | 2020-04-02 |  | 16(غ.م.)      | 2(غ.م.)     |
| 2020-04-03                                                                                      |            |  |               |             |
| 2020-04-04                                                                                      | 2020-04-04 |  | 16(غ.م.)      | 2(غ.م.)     |
| 2020-04-05                                                                                      | 2020-04-05 |  | 19(+19%)      | 2(=)        |
| 2020-04-06                                                                                      |            |  |               |             |
| 2020-04-07                                                                                      | 2020-04-07 |  | 19(غ.م.)      | 2(غ.م.)     |
| 2020-04-08                                                                                      | 2020-04-08 |  | 19(=)         | 2(=)        |
| ⋮                                                                                               |            |  |               |             |
| 2020-04-11                                                                                      | 2020-04-11 |  | 25(غ.م.)      | 2(غ.م.)     |
| ⋮                                                                                               |            |  |               |             |
| 2020-04-14                                                                                      | 2020-04-14 |  | 29(غ.م.)      | 2(غ.م.)     |
| 2020-04-15                                                                                      | 2020-04-15 |  | 33(+14%)      | 2(=)        |
| 2020-04-16                                                                                      |            |  |               |             |
| 2020-04-17                                                                                      | 2020-04-17 |  | 38(غ.م.)      | 2(غ.م.)     |
| 2020-04-18                                                                                      |            |  |               |             |
| 2020-04-19                                                                                      | 2020-04-19 |  | 39(غ.م.)      | 3(غ.م.)     |
| 2020-04-20                                                                                      |            |  |               |             |
| 2020-04-21                                                                                      | 2020-04-21 |  | 42(غ.م.)      | 3(غ.م.)     |
| ⋮                                                                                               |            |  |               |             |
| 2020-04-25                                                                                      | 2020-04-25 |  | 42(غ.م.)      | 3(غ.م.)     |
| 2020-04-26                                                                                      | 2020-04-26 |  | 43(+2٫4%)     | 3(=)        |
| 2020-04-27                                                                                      | 2020-04-27 |  | 43(=)         | 3(=)        |
| 2020-04-28                                                                                      | 2020-04-28 |  | 43(=)         | 3(=)        |
| ⋮                                                                                               |            |  |               |             |
| 2020-05-01                                                                                      | 2020-05-01 |  | 44(غ.م.)      | 3(غ.م.)     |
| ⋮                                                                                               |            |  |               |             |
| 2020-05-06                                                                                      | 2020-05-06 |  | 45(غ.م.)      | 3(غ.م.)     |
| 2020-05-07                                                                                      |            |  |               |             |
| 2020-05-08                                                                                      | 2020-05-08 |  | 47(غ.م.)      | 3(غ.م.)     |
| ⋮                                                                                               |            |  |               |             |
| 2020-05-13                                                                                      | 2020-05-13 |  | 48(غ.م.)      | 3(غ.م.)     |
| 2020-05-14                                                                                      |            |  |               |             |
| 2020-05-15                                                                                      | 2020-05-15 |  | 50(غ.م.)      | 3(غ.م.)     |
| 2020-05-16                                                                                      | 2020-05-16 |  | 51(+2%)       | 3(=)        |
| 2020-05-17                                                                                      | 2020-05-17 |  | 58(+14%)      | 3(=)        |
| ⋮                                                                                               |            |  |               |             |
| 2020-05-22                                                                                      | 2020-05-22 |  | 59(غ.م.)      | 4(غ.م.)     |
| 2020-05-23                                                                                      | 2020-05-23 |  | 70(+19%)      | 4(=)        |
| 2020-05-24                                                                                      | 2020-05-24 |  | 86(+23%)      | 4(=)        |
| 2020-05-25                                                                                      | 2020-05-25 |  | 106(+23%)     | 4(=)        |
| 2020-05-26                                                                                      | 2020-05-26 |  | 121(+14%)     | 4(=)        |
| 2020-05-27                                                                                      | 2020-05-27 |  | 121(=)        | 4(=)        |
| 2020-05-28                                                                                      | 2020-05-28 |  | 122(+0٫83%)   | 4(=)        |
| ⋮                                                                                               |            |  |               |             |
| 2020-05-31                                                                                      | 2020-05-31 |  | 122(غ.م.)     | 5(غ.م.)     |
| 2020-06-01                                                                                      | 2020-06-01 |  | 123(+0٫82%)   | 5(=)        |
| 2020-06-02                                                                                      | 2020-06-02 |  | 123(=)        | 6(+20%)     |
| 2020-06-03                                                                                      | 2020-06-03 |  | 123(=)        | 6(=)        |
| 2020-06-04                                                                                      | 2020-06-04 |  | 124(+0٫81%)   | 6(=)        |
| 2020-06-05                                                                                      |            |  |               |             |
| 2020-06-06                                                                                      | 2020-06-06 |  | 125(غ.م.)     | 6(غ.م.)     |
| 2020-06-07                                                                                      |            |  |               |             |
| 2020-06-08                                                                                      | 2020-06-08 |  | 144(غ.م.)     | 6(غ.م.)     |
| 2020-06-09                                                                                      | 2020-06-09 |  | 146(+1٫4%)    | 6(=)        |
| 2020-06-10                                                                                      | 2020-06-10 |  | 152(+4٫1%)    | 6(=)        |
| 2020-06-11                                                                                      | 2020-06-11 |  | 164(+7٫9%)    | 6(=)        |
| 2020-06-12                                                                                      |            |  |               |             |
| 2020-06-13                                                                                      | 2020-06-13 |  | 170(غ.م.)     | 6(غ.م.)     |
| 2020-06-14                                                                                      | 2020-06-14 |  | 177(+4٫1%)    | 6(=)        |
| 2020-06-15                                                                                      | 2020-06-15 |  | 177(=)        | 6(=)        |
| 2020-06-16                                                                                      |            |  |               |             |
| 2020-06-17                                                                                      | 2020-06-17 |  | 178(غ.م.)     | 7(غ.م.)     |
| 2020-06-18                                                                                      | 2020-06-18 |  | 187(+5٫1%)    | 7(=)        |
| 2020-06-19                                                                                      |            |  |               |             |
| 2020-06-20                                                                                      | 2020-06-20 |  | 198(غ.م.)     | 7(غ.م.)     |
| 2020-06-21                                                                                      | 2020-06-21 |  | 204(+3%)      | 7(=)        |
| 2020-06-22                                                                                      | 2020-06-22 |  | 219(+7٫4%)    | 7(=)        |
| 2020-06-23                                                                                      | 2020-06-23 |  | 231(+5٫5%)    | 7(=)        |
| 2020-06-24                                                                                      |            |  |               |             |
| 2020-06-25                                                                                      | 2020-06-25 |  | 242(غ.م.)     | 7(غ.م.)     |
| 2020-06-26                                                                                      | 2020-06-26 |  | 255(+5٫4%)    | 8(+14%)     |
| 2020-06-27                                                                                      | 2020-06-27 |  | 256(+0٫39%)   | 9(+12%)     |
| 2020-06-28                                                                                      |            |  |               |             |
| 2020-06-29                                                                                      | 2020-06-29 |  | 269(غ.م.)     | 9(غ.م.)     |
| 2020-06-30                                                                                      | 2020-06-30 |  | 279(+3٫7%)    | 9(=)        |
| 2020-07-01                                                                                      | 2020-07-01 |  | 293(+5%)      | 9(=)        |
| 2020-07-02                                                                                      | 2020-07-02 |  | 312(+6٫5%)    | 9(=)        |
| 2020-07-03                                                                                      | 2020-07-03 |  | 328(+5٫1%)    | 10(+11%)    |
| 2020-07-04                                                                                      | 2020-07-04 |  | 338(+3%)      | 10(=)       |
| 2020-07-05                                                                                      | 2020-07-05 |  | 358(+5٫9%)    | 13(+30%)    |
| 2020-07-06                                                                                      | 2020-07-06 |  | 372(+3٫9%)    | 14(+7٫7%)   |
| ⋮                                                                                               |            |  |               |             |
| 2020-07-10                                                                                      | 2020-07-10 |  | 394(غ.م.)     | 16(غ.م.)    |
| ⋮                                                                                               |            |  |               |             |
| 2020-07-13                                                                                      | 2020-07-13 |  | 417(غ.م.)     | 19(غ.م.)    |
| 2020-07-14                                                                                      | 2020-07-14 |  | 439(+5٫3%)    | 21(+11%)    |
| 2020-07-15                                                                                      | 2020-07-15 |  | 458(+4٫3%)    | 22(+4٫8%)   |
| 2020-07-16                                                                                      | 2020-07-16 |  | 477(+4٫1%)    | 22(=)       |
| 2020-07-17                                                                                      | 2020-07-17 |  | 496(+4%)      | 25(+14%)    |
| ⋮                                                                                               |            |  |               |             |
| 2020-07-20                                                                                      | 2020-07-20 |  | 522(غ.م.)     | 29(غ.م.)    |
| 2020-07-21                                                                                      | 2020-07-21 |  | 540(+3٫4%)    | 31(+6٫9%)   |
| 2020-07-22                                                                                      | 2020-07-22 |  | 561(+3٫9%)    | 32(+3٫2%)   |
| 2020-07-23                                                                                      | 2020-07-23 |  | 584(+4٫1%)    | 35(+9٫4%)   |
| 2020-07-24                                                                                      | 2020-07-24 |  | 608(+4٫1%)    | 35(=)       |
| 2020-07-25                                                                                      | 2020-07-25 |  | 627(+3٫1%)    | 36(+2٫9%)   |
| 2020-07-26                                                                                      | 2020-07-26 |  | 650(+3٫7%)    | 38(+5٫6%)   |
| 2020-07-27                                                                                      | 2020-07-27 |  | 674(+3٫7%)    | 40(+5٫3%)   |
| 2020-07-28                                                                                      | 2020-07-28 |  | 694(+3%)      | 40(=)       |
| 2020-07-29                                                                                      | 2020-07-29 |  | 717(+3٫3%)    | 40(=)       |
| 2020-07-30                                                                                      | 2020-07-30 |  | 738(+2٫9%)    | 41(+2٫5%)   |
| 2020-07-31                                                                                      | 2020-07-31 |  | 757(+2٫6%)    | 43(+4٫9%)   |
| 2020-08-01                                                                                      | 2020-08-01 |  | 780(+3%)      | 43(=)       |
| 2020-08-02                                                                                      | 2020-08-02 |  | 809(+3٫7%)    | 44(+2٫3%)   |
| 2020-08-03                                                                                      | 2020-08-03 |  | 847(+4٫7%)    | 46(+4٫5%)   |
| 2020-08-04                                                                                      | 2020-08-04 |  | 892(+5٫3%)    | 46(=)       |
| 2020-08-05                                                                                      | 2020-08-05 |  | 944(+5٫8%)    | 48(+4٫3%)   |
| 2020-08-06                                                                                      | 2020-08-06 |  | 999(+5٫8%)    | 48(=)       |
| 2020-08-07                                                                                      | 2020-08-07 |  | 1٬060(+6٫1%)  | 48(=)       |
| 2020-08-08                                                                                      | 2020-08-08 |  | 1٬125(+6٫1%)  | 50(+4٫2%)   |
| 2020-08-09                                                                                      | 2020-08-09 |  | 1٬188(+5٫6%)  | 52(+4%)     |
| 2020-08-10                                                                                      | 2020-08-10 |  | 1٬255(+5٫6%)  | 52(=)       |
| 2020-08-11                                                                                      | 2020-08-11 |  | 1٬327(+5٫7%)  | 53(+1٫9%)   |
| 2020-08-12                                                                                      |            |  |               |             |
| 2020-08-13                                                                                      | 2020-08-13 |  | 1٬432(غ.م.)   | 55(غ.م.)    |
| 2020-08-14                                                                                      | 2020-08-14 |  | 1٬515(+5٫8%)  | 58(+5٫5%)   |
| 2020-08-15                                                                                      | 2020-08-15 |  | 1٬593(+5٫1%)  | 60(+3٫4%)   |
| 2020-08-16                                                                                      | 2020-08-16 |  | 1٬677(+5٫3%)  | 64(+6٫7%)   |
| 2020-08-17                                                                                      | 2020-08-17 |  | 1٬764(+5٫2%)  | 68(+6٫2%)   |
| 2020-08-18                                                                                      | 2020-08-18 |  | 1٬844(+4٫5%)  | 73(+7٫4%)   |
| 2020-08-19                                                                                      | 2020-08-19 |  | 1٬927(+4٫5%)  | 78(+6٫8%)   |
| 2020-08-20                                                                                      | 2020-08-20 |  | 2٬008(+4٫2%)  | 82(+5٫1%)   |
| 2020-08-21                                                                                      | 2020-08-21 |  | 2٬073(+3٫2%)  | 83(+1٫2%)   |
| 2020-08-22                                                                                      | 2020-08-22 |  | 2٬143(+3٫4%)  | 85(+2٫4%)   |
| 2020-08-23                                                                                      | 2020-08-23 |  | 2٬217(+3٫5%)  | 89(+4٫7%)   |
| 2020-08-24                                                                                      | 2020-08-24 |  | 2٬293(+3٫4%)  | 92(+3٫4%)   |
| 2020-08-25                                                                                      | 2020-08-25 |  | 2٬365(+3٫1%)  | 95(+3٫3%)   |
| 2020-08-26                                                                                      | 2020-08-26 |  | 2٬440(+3٫2%)  | 98(+3٫2%)   |
| 2020-08-27                                                                                      | 2020-08-27 |  | 2٬504(+2٫6%)  | 100(+2%)    |
| 2020-08-28                                                                                      | 2020-08-28 |  | 2٬563(+2٫4%)  | 103(+3%)    |
| 2020-08-29                                                                                      | 2020-08-29 |  | 2٬628(+2٫5%)  | 106(+2٫9%)  |
| 2020-08-30                                                                                      | 2020-08-30 |  | 2٬703(+2٫9%)  | 109(+2٫8%)  |
| 2020-08-31                                                                                      | 2020-08-31 |  | 2٬765(+2٫3%)  | 112(+2٫8%)  |
| 2020-09-01                                                                                      | 2020-09-01 |  | 2٬830(+2٫4%)  | 116(+3٫6%)  |
| 2020-09-02                                                                                      | 2020-09-02 |  | 2٬898(+2٫4%)  | 120(+3٫4%)  |
| 2020-09-03                                                                                      | 2020-09-03 |  | 2٬973(+2٫6%)  | 124(+3٫3%)  |
| 2020-09-04                                                                                      | 2020-09-04 |  | 3٬041(+2٫3%)  | 127(+2٫4%)  |
| 2020-09-05                                                                                      | 2020-09-05 |  | 3٬104(+2٫1%)  | 130(+2٫4%)  |
| 2020-09-06                                                                                      | 2020-09-06 |  | 3٬171(+2٫2%)  | 134(+3٫1%)  |
| 2020-09-07                                                                                      | 2020-09-07 |  | 3٬229(+1٫8%)  | 137(+2٫2%)  |
| 2020-09-08                                                                                      | 2020-09-08 |  | 3٬289(+1٫9%)  | 140(+2٫2%)  |
| 2020-09-09                                                                                      | 2020-09-09 |  | 3٬351(+1٫9%)  | 143(+2٫1%)  |
| 2020-09-10                                                                                      | 2020-09-10 |  | 3٬416(+1٫9%)  | 147(+2٫8%)  |
| 2020-09-11                                                                                      | 2020-09-11 |  | 3٬476(+1٫8%)  | 150(+2%)    |
| 2020-09-12                                                                                      | 2020-09-12 |  | 3٬506(+0٫86%) | 152(+1٫3%)  |
| 2020-09-13                                                                                      | 2020-09-13 |  | 3٬540(+0٫97%) | 155(+2%)    |
| 2020-09-14                                                                                      | 2020-09-14 |  | 3٬576(+1%)    | 157(+1٫3%)  |
| 2020-09-15                                                                                      | 2020-09-15 |  | 3٬614(+1٫1%)  | 160(+1٫9%)  |
| 2020-09-16                                                                                      | 2020-09-16 |  | 3٬654(+1٫1%)  | 163(+1٫9%)  |
| 2020-09-17                                                                                      | 2020-09-17 |  | 3٬691(+1%)    | 165(+1٫2%)  |
| 2020-09-18                                                                                      | 2020-09-18 |  | 3٬731(+1٫1%)  | 168(+1٫8%)  |
| 2020-09-19                                                                                      | 2020-09-19 |  | 3٬765(+0٫91%) | 170(+1٫2%)  |
| 2020-09-20                                                                                      | 2020-09-20 |  | 3٬800(+0٫93%) | 172(+1٫2%)  |
| 2020-09-21                                                                                      | 2020-09-21 |  | 3٬833(+0٫87%) | 175(+1٫7%)  |
| 2020-09-22                                                                                      | 2020-09-22 |  | 3٬877(+1٫1%)  | 178(+1٫7%)  |
| 2020-09-23                                                                                      | 2020-09-23 |  | 3٬924(+1٫2%)  | 181(+1٫7%)  |
| 2020-09-24                                                                                      | 2020-09-24 |  | 3٬966(+1٫1%)  | 183(+1٫1%)  |
| 2020-09-25                                                                                      | 2020-09-25 |  | 4٬001(+0٫88%) | 185(+1٫1%)  |
| 2020-09-26                                                                                      | 2020-09-26 |  | 4٬038(+0٫92%) | 188(+1٫6%)  |
| 2020-09-27                                                                                      | 2020-09-27 |  | 4٬072(+0٫84%) | 192(+2٫1%)  |
| 2020-09-28                                                                                      | 2020-09-28 |  | 4٬102(+0٫74%) | 194(+1%)    |
| 2020-09-29                                                                                      | 2020-09-29 |  | 4٬148(+1٫1%)  | 197(+1٫5%)  |
| 2020-09-30                                                                                      | 2020-09-30 |  | 4٬200(+1٫3%)  | 200(+1٫5%)  |
| 2020-10-01                                                                                      | 2020-10-01 |  | 4٬247(+1٫1%)  | 202(+1%)    |
| 2020-10-02                                                                                      | 2020-10-02 |  | 4٬289(+0٫99%) | 203(+0٫5%)  |
| 2020-10-03                                                                                      | 2020-10-03 |  | 4٬329(+0٫93%) | 204(+0٫49%) |
| 2020-10-04                                                                                      | 2020-10-04 |  | 4٬366(+0٫85%) | 205(+0٫49%) |
| 2020-10-05                                                                                      | 2020-10-05 |  | 4٬411(+1%)    | 207(+0٫98%) |
| 2020-10-06                                                                                      | 2020-10-06 |  | 4٬457(+1%)    | 209(+0٫97%) |
| 2020-10-07                                                                                      | 2020-10-07 |  | 4٬504(+1٫1%)  | 212(+1٫4%)  |
| 2020-10-08                                                                                      | 2020-10-08 |  | 4٬566(+1٫4%)  | 215(+1٫4%)  |
| 2020-10-09                                                                                      | 2020-10-09 |  | 4٬616(+1٫1%)  | 218(+1٫4%)  |
| 2020-10-10                                                                                      | 2020-10-10 |  | 4٬673(+1٫2%)  | 221(+1٫4%)  |
| 2020-10-11                                                                                      | 2020-10-11 |  | 4٬718(+0٫96%) | 224(+1٫4%)  |
| 2020-10-12                                                                                      | 2020-10-12 |  | 4٬774(+1٫2%)  | 228(+1٫8%)  |
| 2020-10-13                                                                                      | 2020-10-13 |  | 4٬826(+1٫1%)  | 231(+1٫3%)  |
| 2020-10-14                                                                                      | 2020-10-14 |  | 4٬883(+1٫2%)  | 234(+1٫3%)  |
| 2020-10-15                                                                                      | 2020-10-15 |  | 4٬931(+0٫98%) | 238(+1٫7%)  |
| ⋮                                                                                               |            |  |               |             |
| 2021-01-01                                                                                      | 2021-01-01 |  | 11٬434(غ.م.)  | 711(غ.م.)   |
| 2021-01-02                                                                                      | 2021-01-02 |  | 11٬526(+0٫8%) | 717(+0٫84%) |
| Data sourced from: - Syrian Arab News Agency articles. - Official Ministry of Health Statistics |            |  |               |             |

### مارس 2020
- 22 مارس: أنبأ وزير الصحة في الجمهورية العربية السورية نزار اليازجي، عن أول إصابة بفيروس كورونا المستجد عند فتاة عشرينية قادمة من خارج البلاد وتم التعامل معها.[4]
- 25 مارس:
  - أعلنت وزارة الصحة تسجيل 3 حالات جديدة بفيروس كورونا المستجد، عند المجموعة التي سبق وضعها في الحجر الصحي في منطقة الدوير في 17 مارس 2020.[11][12]
  - إعلان وزارة الصحة عن إصابة جديدة كانت قد وصلت من الخارج منذ عدة أيام، وحُجر مباشرةً، فيما ظهرت نتائج التحليل إيجابية اليوم لديه.[13][14]
- 29 مارس:
  - أعلنت وزارة الصحة عن وفاة سيدة مصابة بفيروس كورونا فور دخولها إلى المشفى بحالة إسعاف وهي أول وفاة بالفيروس تسجل في سورية.[15]
  - أعلنت وزارة الصحة تسجيل أربع حالات جديدة مصابة بفيروس كورونا.[16]
- 30 مارس: تم تسجيل حالة وفاة ثانية بالفيروس المستجد “كوفيد 19” وهي إحدى الإصابات العشر المسجلة في سورية.[17]

### أبريل 2020
- 2 أبريل: وزارة الصحة تعلن تسجيل 6 إصابات جديدة بفيروس كورونا المستجد ليرتفع العدد إلى 16 إصابة منها حالتا وفاة.[18]
- 4 أبريل: أعلنت وزارة الصحة شفاء حالتين، ليصبح عدد الإصابات المؤكدة 12 وحالتي وفاة وحالتين متعافيتين.[19]
- 5 أبريل: تسجيل ثلاث إصابات جديدة بفيروس كورونا في سورية ليرتفع عدد الإصابات المسجلة في البلاد إلى 19 إصابة، شفيت منهم حالتان وتوفيت حالتان.[20]
- 7 أبريل: شفاء حالة ثالثة من الإصابات المسجلة بفيروس كورونا في سورية.[21]
- 8 أبريل: شفاء حالة رابعة من الحالات المسجلة بفيروس كورونا في سورية.[22]
- 11 أبريل:
  - تسجيل 6 إصابات جديدة بفيروس كورونا ليرتفع عدد الإصابات المسجلة في البلاد إلى 25 إصابة.[23]
  - شفاء حالة من الإصابات المسجلة بفيروس كورونا ليرتفع عدد حالات الشفاء إلى 5.[24]
- 14 أبريل: تسجيل أربع إصابات جديدة.[25]
- 15 أبريل: تسجيل أربع إصابات جديدة.[26]
- 17 أبريل: تسجيل خمس إصابات جديدة.[27]
- 19 أبريل: تسجيل إصابة جديدة، وتسجيل حالة وفاة جديدة.[28]
- 21 أبريل: شفاء حالة جديدة.[29]
- 22 أبريل: ارتفاع عدد الإصابات المؤكدة بمرض كوفيد-19 إلى 42 شخصاً بحسب وزارة الصحة السوريّة.[30]

- 25 أبريل: أعلنت وزارة الصّحة عن شفاء 5 مُصابين بالفيروس.[31]
- 26 أبريل: أعلنت وزارة الصحة عن شفاء ثلاث حالات وتسجيل إصابة واحدة جديدة.[32]

- 27 أبريل: أعلنت الوزارة شفاء خمس حالات جديدة من المُصابين بالفيروس.[33]
- 28 أبريل: أعلنت الوزارة تسجيل حالتي شفاء جديدتين ليرتفع عدد حالات الشفاء إلى 21.[34]

### مايو 2020
- 1 مايو: أعلنت وزارة الصّحة عن شفاء 6 حالات وتسجيل إصابة واحدة جديدة، ليرتفع عدد المُتعافين إلى 27 وإجمالي المُصابين إلى 44.[35]

- 6 مايو: أعلنت وزارة الصّحة تسجيل إصابة جديدة بفيروس كورونا.[36]

- 8 مايو:
  - أعلنت وزارة الّصحة تسجيل إصابتين جديدتين بفيروس كورونا في سوريا ليرتفع عدد المُصابين إلى 47.[37]
  - أُعلنَ عن حالتي شفاء جديدتين ليرتفع الإجمالي إلى 29.[38]

- 13 مايو: أعلنت الوزارة عن تسجيل إصابة جديدة بفيروس كورونا ممّا يرفع إجمالي الإصابات إلى 48.[39]

- 15 مايو:
  - أعلنت وزارة الصّحة تسجيل إصابتين جديدتين بالفيروس.[40]
  - إعلان شفاء 7 مُصابين بالفيروس ليرتفع إجمالي عدد المُتعافين إلى 36.[40]
- 16 مايو: أعلنت وزارة الصحة تسجيل إصابة جديدة بالفيروس لشخص قادم من الإمارات العربية المتحدة.[41]
- 17 مايو: تم تسجيل 7 إصابات جديدة بفيروس كورونا لأشخاص قادمين من دولة الكويت ممّا يرفع الإجمالي إلى 58.[42]
- 22 مايو:
  - أعلنت وزارة الصحة السورية شفاء أحد المُصابين بالفيروس ممّا يرفع إجمالي عدد المُتعافين إلى 37.[43]
  - تم تسجيل إصابة جديدة بفيروس كورونا لأحد القادمين من الكويت.[44]
  - وفاة أحد المُصابين بالفيروس ليرتفع إجمالي الوفيّات إلى 4.[44]
- 23 مايو: أعلنت وزارة الصحة فجر السبت 23 أيار عن تسجيل 11 إصابة جديدة بفيروس كورونا لقادمين من دولة الكويت، ليرتفع إجمالي الإصابات المسجّلة إلى 70 حالة.[45]
- 24 مايو:
  - أعلنت وزارة الصحة شفاء 4 من المُصابين بالفيروس ليرتفع إجمالي المتعافين إلى 41.[46]
  - أعلنت الوزارة تسجيل 16 إصابة جديدة بفيروس كورونا لسوريين قادمين إلى البلاد،[46] 6 منهم من الإمارات وإصابتان من السودان و 4 إصابات من روسيا و 4 من الكويت. وهو أعلى عدد من الإصابات الذي تمّ تسجيله في سوريا في يوم واحد منذ بداية الجائحة.[47]
- 25 مايو: أكدت وزارة الصحة السورية عبر وكالة الأنباء السورية سانا عن تسجيل 20 إصابة جديدة بكوفيد-19 ليرتفع عدد الإصابات الكلي ويبلغ 106 مصاباً.[48]
- 26 مايو: أعلنت وزارة الصحة تسجيل 15 إصابة جديدة بكوفيد-19 لسوريين قادمين من الخارج، وأوضحت أن 9 منهم قادمين من الكويت و5 من السودان و1 من الإمارات.[49]

### يوليو 2020
- 10 يوليو - محافظة إدلب تسجل أول حالة إصابة بفيروس كورونا وهي لطبيب يعمل في مستشفى داخل بلدة بالقرب من الحدود التركية.[50]

## إجراءات التصدي لجائحة كورونا

### الإجراءات الحكومية الرسمية

#### مارس 2020
- 2 مارس: أمرت حكومة كردستان العراق، بالتعاون مع نظيرتها السورية، بإغلاق كامل للحدود السورية العراقية لوقف الانتشار.[51]
- 8 مارس: قرار مجلس الوزراء السوري تعليق الرحلات مع كل من العراق والأردن لمدة شهر و«الدول التي أعلنت حالة الوباء» لمدة شهرين، وذلك في إطار مكافحة تفشي فيروس كورونا في البلاد وإجراء الحجر الصحي للقادمين من هذه الدول لمدة 14 يوماً.[52]
- 13 مارس: قرار رئاسة مجلس الوزراء تعليق الدوام بالمدارس والجامعات، وتخفيض حجم العاملين في القطاع الإداري إلى حدود 40%، وتخفيض ساعات العمل واقتصارها على الفترة الممتدة من 9 صباحا حتى 2 ظهرا، وإلغاء نظام البصمة اليدوية لمدة شهر[53]
- 14 مارس:
  - صدور المرسوم الجمهوري رقم 86 لعام 2020 القاضي بتأجيل انتخاب أعضاء مجلس الشعب للدور التشريعي الثالث المحددة بموجب المرسوم رقم /76/ لعام 2020 بتاريخ 13/4/2020، إلى يوم الأربعاء الموافق لـ 20/5/2020 م.[54]
  - أصدرت وزارة العدل قرارا يقضي بتعطيل المحاكم والدوائر القضائية اعتباراً من يوم الثلاثاء 17 آذار الحالي ولغاية يوم الخميس 2 نيسان 2020.[55]
  - أصدرت وزارة التجارة الداخلية وحماية المستهلك قراراً حظرت بموجبه تقديم النراجيل وخدماتها في المقاهي والمطاعم وجميع الفعاليات التي تتعامل بها.[56]
- 15 مارس:
  - إعلان وزارة الداخلية إيقاف الزيارات في جميع فروع ومراكز السجون لمدة شهر.[57]
  - إعلان مصرف سورية المركزي عن خفض ساعات الدوام الرسمي ضمن المصرف وفروعه في المحافظات، وفي المصارف وشركات الصرافة، ليصبح من الساعة 9 صباحاً وحتى الساعة 2 ظهراً.[58]
- 17 مارس: إعلان وزارة الصحة عن وضع 134 مسافراً سورياً في الحجر الصحي بمنطقة الدوير بعد قدومهم من دول سبق لها أن سجلت إصابات للتأكد من سلامتهم.[59]
- 18 مارس: أعلنت وزارة الداخلية إيقاف العمل في تسجيل واقعات الأحوال المدنية ومنح البطاقات الشخصية والعائلية لغاية 2 نيسان.[60]
- 19 مارس: قررت سوريا تعليق دخول المواطنين وذلك لمدة شهرين من 26 دولة بينها 11 دولة عربية تمثلت في: الجزائر، تونس (مدينة)، السعودية، الكويت، مصر، العراق، لبنان، الإمارات العربية المتحدة، البحرين، المغرب والدول الأخرى تمثلت في: الولايات المتحدة، إيران، الصين، فرنسا، إسبانيا، ألمانيا، إيطاليا، اليابان، كوريا الجنوبية، بلجيكا، أستراليا، النرويج، الدنمارك، السويد، فنلندا. واستثنى التقييد كل من أعضاء المنظمات والبعثات الدولية والسلك الدبلوماسي.[61]
- 21 مارس: إصدار رئاسة مجلس الوزراء تعميماً يقتضي اتخاذ الوزراء القرارات اللازمة لتعليق العمل في الوزارات والجهات التابعة لها، والمرتبطة بها، والتي لا يشكل تعليق العمل فيها عائقاً أمام مواجهة مخاطر انتشار الفيروس، وتقليص أعداد العاملين المداومين في الجهات التي يكون من الضروري استمرار العمل فيها إلى حده الأدنى مع التأكيد أن تعليق العمل لا يشمل المنشآت الإنتاجية على مختلف أنواعها، بالإضاقة لتعميم آخر للمحافظين يتضمن اتخاذ القرارات اللازمة لإغلاق الأسواق والأنشطة التجارية والخدمية والثقافية والاجتماعية، مستثنياً مراكز بيع المواد الغذائية والتموينية والصيدليات والمراكز الصحية الخاصة.[62]
- 22 مارس:
  - أعلنت وزارة الداخلية إغلاق جميع المعابر أمام حركة القادمين من لبنان باستثناء سيارات الشحن.[63]
  - إصدار مصرف سورية المركزي تعميما للمصارف يسمح لها بإغلاق عدد من أفرعها، شريطة ألا يقل عددها في المحافظة الواحدة على فرعين، وتخفيض عملياتها المصرفية، وتنظيم دوام العاملين فيها بالحد الأدنى.[64]
  - إصدار المرسوم التشريعي رقم 6 لعام 2020 القاضي بمنح عفو عام عن الجرائم المرتكبة قبل تاريخ 22-3-2020. وأوضح معاون وزير العدل القاضي نزار صدقني، للتلفزيون السوري، أن «تخفيف الازدحام في السجون هو غاية أساسية» لمرسوم العفو بعدما بات فيروس «كورونا المستجد» وباءً.[65]
- 23 مارس:
  - قرار مجلس الوزراء إيقاف كل وسائل النقل الجماعي العام والخاص داخل المحافظات اعتباراً من الثامنة مساء، وإيقاف وسائل النقل الجماعي العام والخاص بين المحافظات اعتباراً من الثامنة مساء على أن تلتزم الوزارات والاتحادات ومنشآت القطاع الخاص الإنتاجية بتأمين وسائل النقل للعاملين المناوبين لديها وفق اشتراطات محددة.[66]
  - كشف مدير المتابعة بمحافظة القنيطرة محمد خنيفس، عن عقد لقاء بين محافظ القنيطرة ووفد من قوات «أندوف» العاملة بالجولان لبحث سبل تنفيذ الإجراءات الاحترازية لمواجهة فيروس كورونا، وتم الاتفاق على تجهيز مركز حجر للمشتبه فيهم في فوج الإطفاء بمدينة البعث بسعة 100 سرير، مع تجهيزه بجميع المستلزمات من أدوية ولباس واقٍ وأقنعة وكمامات ورفده بالكوادر الطبية المدربة للتعامل مع أي طارئ لهذا الغرض.[67]
  - تعليق صدور الصحف الورقية السورية، على أن تستمر بالعمل على مواقعها الإلكترونية.[67]
- 24 مارس:
  - قرر الفريق الحكومي المعني بإستراتيجية التصدي للفيروس فرض حظر تجول في جميع المناطق من الساعة السادسة مساء حتى السادسة صباحا اعتبارا من يوم الأربعاء 25 مارس 2020 حتى إشعار آخر، وإغلاق كل الفعاليات التجارية والمحلات بشكل كامل خلال فترة الحظر واتخاذ العقوبات القانونية بحق المخالفين.[68]
  - قرر رئيس مجلس الوزراء اقتصار تداول الأسهم في سوق دمشق للأوراق المالية على يوم واحد فقط أسبوعيا وهو يوم الاثنين.[69]
- 26 مارس:
  - طلبت وزارة الداخلية من الجهات التابعة لها اصطحاب المواطنين السوريين المضبوطين من الجهات المختصة بسبب دخولهم إلى سورية من لبنان عبر المعابر غير الشرعية للفحص الطبي لدى الجهات الصحية المختصة وإخضاعهم للحجر الصحي المنزلي 14 يوماً للتأكد من عدم إصابتهم بفيروس كوفيد 19.[70]
  - تخريج 124 شخصا من مركز الحجر الصحي في فندق مطار دمشق الدولي حتى الآن بعد أن أظهرت نتائج تحاليل المسحات الخاصة بفيروس كورونا عدم إصابتهم بالفيروس.[71]
  - حددت وزارة الصحة مراكز الحجر الصحي في المحافظات للعناية بالحالات المشتبه بإصابتها بفيروس كورونا أو القادمة من بلدان سجلت حالات إصابة ومراكز للعزل الطبي لعلاج الحالات المصابة بالفيروس، وبلغ عدد هذه المراكز 21 مركزا في 12 محافظة.[72]
- 27 مارس: منع تنقل المواطنين بين مراكز المحافظات وجميع المناطق والأرياف في جميع الأوقات لغير المصرح لهم اعتباراً من الساعة الثانية ظهراً من يوم الأحد 29-3-2020 وحتى إشعار آخر.[73]
- 28 مارس:
  - تقرر تسيير سيارات محملة بالخضار والفواكه من أسواق الهال في المحافظات إلى الأرياف ومراكز المدن لتأمين متطلبات المواطنين منها وتوفير المحروقات اللازمة لضمان عمل هذه الآليات.[74]
  - منح الأفران والمطاحن الخاصة وكل المستوردين تسهيلات لاستيراد القمح والطحين اللازم لعملها بالطاقة الإنتاجية القصوى بغض النظر عن المنشأ على أن يتم إلغاء ترخيص الأفران الخاصة التي تتوقف عن الإنتاج خلال هذه المرحلة.[74]
  - تعليق الدوام في معاهد الرعاية الاجتماعية العامة والخاصة والأهلية حتى 16من نيسان.[75]
  - تمديد تعطيل المدارس العامة والخاصة والمستولى عليها وما في حكمها والمعاهد التابعة لها والجامعات الحكومية والخاصة والمعاهد العليا والتقانة حتى 16من نيسان، وتأجيل الامتحانات المقررة خلال تلك المدة “مفتوح والوطنية واللغات”.[76]
- 29 مارس:
  - حظر التنقل بين المحافظات اعتباراً من السادسة من مساء الثلاثاء القادم حتى 16 نيسان.[77]
  - كلف مجلس الوزراء وزارة التربية تسليم الرواتب إلى مديري المدارس ليتم تسليمها للمدرسين في مدارسهم بشكل مباشر وضمن المناطق الموجودين فيها. وتم تكليف محاسبي الإدارات ومعتمدي الرواتب في الجهات العامة التواصل مع العاملين الذين تأخروا باستلام رواتبهم بسبب القرارات الاحترازية الأخيرة لإيجاد الآلية الانسب لتسليمهم رواتبهم في مناطقهم.[77]
- 30 مارس: أصدرت وزارة العدل قرارا يقضي بتمديد عطلة المحاكم والدوائر القضائية لغاية 16 نيسان القادم.[78]
- 31 مارس: تمديد إيقاف تقديم خدمات الشؤون المدنية، والسجل العدلي، والهجرة والجوازات، والمرور لغاية 16 من نيسان القادم.[79]

#### أبريل 2020
- 1 أبريل:
  - وزارة الداخلية تخصص رقما مجانيا لتلقي البلاغات على مدار الساعة من المحافظات كافة عن الأشخاص الذين يدخلون سورية بطريقة غير شرعية.[80]
  - وزير الصحة: تم الطلب من السلطات المعنية تطبيق العزل لبلدة منين بريف دمشق لوجود حالة وفاة لامرأة من البلدة بفيروس كورونا (وهي واحدة من الحالات العشر المسجلة في سورية) ونظراً لعدم التزام عائلتها بالعزل وقيامهم بالبيع في محل تجاري للناس.[81]
  - وضعت وزارة الأوقاف مؤسستي الأمان في كفرسوسة والمرجة بدمشق تحت تصرف وزارة الصحة، علما أنهما مجهززتان بألف سرير.[82]
- 2 أبريل:
  - أصدرت محافظة طرطوس قراراً يقضي بمنع التجول على الكورنيش البحري اعتباراً من الثانية ظهر اليوم حتى إشعار آخر.[83]
  - أعلنت وزارة الأوقاف استمرار تعليق صلاة وخطبة الجمعة وصلوات الجماعة في مساجد سورية حتى الـ 16 من نيسان الجاري، ويشمل التعليق أيضا كل الدروس الدينية والقرآنية في سائر المساجد.[84]
  - أصدرت الهيئة الناظمة للاتصالات والبريد قراراً يقضي بعدم قطع الاتصالات عن المشتركين في حال التأخر عن دفع الفواتير بسبب الظروف الراهنة.[85]
  - أعلنت وزارة الداخلية تمديد فترة إيقاف الزيارات في جميع فروع ومراكز السجون اعتباراً من 15-4-2020 حتى إشعار آخر.[86]
  - تمديد حظر التجول خلال يومي الجمعة والسبت من كل أسبوع ابتداء من الساعة 12 ظهرا حتى الساعة 6 صباحاً.[87]
  - تقرر عزل منطقة السيدة زينب في محافظة ريف دمشق.[88]
  - تخصيص رقمين لتلقي شكاوى سائقي السيارات الشاحنة التي تقوم بنقل المواد الأولية والمنتجات الزراعية والصناعية والغذائية والمواد الاستهلاكية في حال تعرضهم لأي طارئ أو مشكلة تحول دون القيام بعملهم ليصار إلى معالجتها بشكل فوري.[89]
- 3 أبريل:
  - تمديد تعليق الأنشطة الثقافية في المراكز الثقافية ودار أوبرا دمشق وجميع الأنشطة الأخرى التي تترافق مع تجمعات بشرية حتى إشعار آخر.[90]
  - أصدرت محافظة دمشق قراراً يسمح لأصحاب الفعاليات المرخصة أصولا ضمن مناطق ابن عساكر الصناعية وحوش بلاس لإصلاح السيارات ومجمع القدم الصناعي والزبلطاني الصناعية بالعمل ضمن أوقات الدوام من الساعة التاسعة صباحاً وحتى الساعة الرابعة عصراً وحتى إشعار آخر مع الالتزام بمواعيد الحظر المطبقة يومي الجمعة والسبت. وشمل القرار الذي تلقت سانا نسخة منه اليوم المنشآت (الغذائية والبلاستيكية وأكياس النايلون وخراطة المعادن وصيانة المحركات والمطابع). ووفقاً للقرار يسمح أيضاً بالعمل لمهن الصناعات النسيجية وصناعة التريكو والجوارب وخياطة الألبسة في منطقة الزبلطاني الصناعية إضافة إلى المطابع المرخصة أصولاً ضمن محافظة دمشق.[91]
- 4 أبريل:
  - تأجيل تسجيل طلاب التعليم المفتوح على مقررات الفصل الثاني للعام الدراسي 2019-2020 وايقاف مناقشة رسائل الماجستير والدكتوراه حتى إعادة الدوام في الجامعات.[92]
  - محافظة طرطوس تقرر حظر التجول على كورنيش بانياس وإغلاقه.[93]
- 6 أبريل:
  - أصدرت محافظة دمشق قرارا منعت بموجبه التجول والتنزه في منطقة الربوة ومحيط حديقة الجاحظ.[94]
  - محافظة حلب تلزم سائقي السيارات وجميع العاملين في القطاعات الحكومية /المصارف /مجلس المدينة /سادكوب/الصحة /التجارة الداخلية/ وأصحاب المحال والفعاليات المرخص لها العمل بفتح محالها بارتداء الكمامات والقفازات خلال العمل.[95]
- 7 أبريل:
  - طلب مصرف سورية المركزي من كافة المؤسسات المالية المصرفية الاضطلاع بدورها الاجتماعي وتشميل قروض ذوي الدخل المحدود في تأجيل سداد الأقساط لمدة ثلاثة أشهر ولمرة واحدة.[96]
  - إيقاف تصدير بعض المواد الدوائية منها (الأيزيترومايسين) و (الكلوروكين) إضافة إلى (السيتامول) و (الباراسيتامول) وخافضات الحرارة المماثلة.[97]
  - السورية للتجارة تحرك سيارات جوالة في دمشق لبيع المواد الغذائية الأساسية على البطاقة الإلكترونية.[98]
- 11 أبريل:
  - الطوائف المسيحية في سورية تحتفل بعيد الفصح المجيد بدون حضور المصلين.[99]
  - تمديد تعليق الدوام في المدارس والجامعات حتى الـ 2 من شهر أيار القادم.[100]
- 12 أبريل:
  - وزارة الشؤون الاجتماعية والعمل تطلق قناة رقمية بالتعاون مع شركة «ام تي ان» للاتصالات، وتهدف لجمع بيانات وطلبات الفئات الأكثر احتياجاً من مسنين 70 عاماً وما فوق والأسر التي ترعى ذوي الإعاقة والعمال المياومين وأصحاب المهن الحرة الذين توقفت أعمالهم نتيجة الإجراءات الاحترازية التي اتخذتها الحكومة للتصدي لفيروس كورونا.[101]
  - تشكيل فرق تطوعية، بلغ عدد أفرادها عشرة آلاف وثمانمائة متطوع من مختلف المحافظات بحسب تصريح متحدث باسم وزارة الشؤون الاجتماعية والعمل، وظيفتها مساعدة الأشخاص الذين لا يستطيعون التسجيل في القناة الرقمية الإلكترونية، ولا سيما ذوي الإعاقة والمسنين للدخول إلى القناة وملء بياناتهم.[101]
  - تشكيل فرق تطوعية عاملة في المجال الصحي وصل عددهم إلى ألفين وثلاثمئة طبيب وممرض بحسب تصريحات متحدث باسم وزارة الشؤون الاجتماعية والعمل، لدعم النشاطات والأعمال التي تنفذها وزارة الصحة في جميع المحافظات.[101]
  - وزارة الشؤون الاجتماعية والعمل تخصص حساباً مصرفياً لصالحها لاستقطاب المساهمات المالية.[101]
  - وزارة الشؤون الاجتماعية والعمل تعمم على مديرياتها عدم قبول تسجيل أي استقالة لعمال من القطاع الخاص “خلال الفترة الراهنة” لضمان عدم تسريح أي عامل إضافة إلى متابعة أرباب العمل في هذا القطاع وضمان استمرارهم بمنح موظفيهم الرواتب.[101]
- 13 أبريل: السماح لمهن /ميكانيك وكهرباء السيارات والدوزان وصيانة الآليات الزراعية والحصادات ومحلات الحدادة الافرنجية والخراطة والنجارة والخياطة الفردية ومحلات بيع مستلزمات الإنتاج الزراعي والري الحديث/ باعتبارها متممة للعملية الإنتاجية بالاستمرار بالعمل على أن تلتزم المحلات بالحد الأدنى من العمال وضمان عدم حدوث ازدحام والالتزام بأوقات الحظر المفروضة.[102]
- 14 أبريل:
  - أطلقت الشركة السورية للمدفوعات الإلكترونية اليوم خدمات الدفع الإلكتروني لفواتير الهاتف الثابت والكهرباء بدمشق وريفها وجميع رسوم خدمات مديريات النقل بالمحافظات وذلك من خلال ربط مصدري الفواتير ومتقاضي الرسوم من جهة والمصارف العاملة من جهة أخرى.[103]
  - استمرار تعليق صلاة وخطبة الجمعة وصلوات الجماعة في المساجد حتى 2 أيار.[104]
  - السماح لمهن /محلات الصاغة وتركيب منجور الألمنيوم والبلور وخراطة المفاتيح ومحلات العدد الصناعية ومحلات تشريج الموبايلات وإصلاحها ومحلات خدمة التكاسي/ باعتبارها مهناً متممة للعملية الإنتاجية بالاستمرار بالعمل على أن تلتزم هذه المحلات باتخاذ الإجراءات الوقائية والاحترازية والعمل بالحد الأدنى من العمال وضمان عدم حدوث ازدحام والالتزام بأوقات الحظر المفروضة.[105]
- 15 أبريل:
  - تمديد حظر التنقل بين المحافظات حتى 2 من أيار المقبل.[106]
  - تمديد إيقاف خدمات الشؤون المدنية والسجل العدلي والهجرة والجوازات والمرور حتى 2 من أيار القادم.[107]
  - تمديد عطلة المحاكم والدوائر القضائية حتى 2 من أيار المقبل، وتكليف الهيئات المناوبة والقضاة المناوبين أثناء هذه العطلة النظر بكل الطلبات التي تعود للدعاوى الجزائية التي من شأنها في النتيجة إطلاق السراح أو التشميل بالعفو سواء أكانت الدعوى تعود لهذه الغرفة أم لغرفة أخرى كما تم تكليف الهيئات والقضاة المناوبين الفصل في الدعاوى العائدة لدوائرهم.[108]
- 16 أبريل: تمديد إيقاف النقل الداخلي في المحافظات والنقل الجماعي الخاص حتى 2 أيار القادم.[109]
- 18 أبريل:
  - تعديل أوقات حظر التجول المفروضة في جميع المحافظات اعتباراً من بداية شهر رمضان المبارك لتصبح من السابعة والنصف مساءً حتى الساعة السادسة صباحاً.[110]
  - الفريق الحكومي يوافق على إعادة افتتاح كافة المهن التجارية والخدمية وفق برنامج يوزع أيام الأسبوع بين هذه المهن بمعدل يوم أو يومين حسب كل مهنة وتم تحديد فترة العمل من الثامنة صباحاً وحتى الثالثة بعد الظهر بما فيها مهنة الحلاقة الرجالية والنسائية التي يتم افتتاحها من الأحد إلى الخميس من كل أسبوع وفق اشتراطات وضوابط خاصة.[111]

### إجراءاتالإدارة الذاتية لشمال وشرق سوريا

#### مارس 2020
- 14 مارس: إلغاء التجمعات، وتعطيل كافة المدارسة والجامعات والمعاهد، ومنع دخول أي شخص عبر كافة المعابر باستثناء الذين هم من سكان شمال وشرق سوريا ويخصص يوم الثلاثاء من كل أسبوع لإدخالهم.[112]
- 19 مارس: فرض حظر التجوال في كافة مناطق الإدارة الذاتية، ومنع الحركة والانتقال ما بين الإدارات الذاتية والمدنية وكذلك بين المدن الرئيسية داخل كل إدارة، وإغلاق كافة المطاعم والمقاهي والتجمعات التجارية والحدائق العامة والعيادات الطبية الخاصة وصالات الأفراح وخيم العزاء.[113]
- 25 مارس: الإدارة الذاتية تطلق حزمة من الإجراءات حيث أعلنت أنه يتم إستقبال أية جنازات من خارج مناطق الإدارة الذاتية بشرط أن يكونوا من أهالي شمال وشرق سوريا وبعد خضوعهم للإجراءات الصحية اللازمة. وفرض الحجر المنزلي على كل شخص يأتي من خارج مناطق الإدارة الذاتية لمدة 14 يوم. والسماح لمكاتب الصرافة بفتح مكاتبهم لمدة يوم واحد في الأسبوع وهو يوم الجمعة.[114]

#### أبريل 2020
- 1 أبريل:
  - بيان صادر عن «ممثلية الإدارة الذاتية» في إقليم كردستان يناشد المنظمات الإنسانية وجميع الجهات المعنية وحكومة إقليم كردستان العراق بضرورة تقديمها المساعدة لمنع انتشار فيروس “كورونا المستجد” (كوفيد- 19).[115]
  - بيان صادر عن الرئاسة المشتركة للمجلس التنفيذي في إقليم الجزيرة يعلن فرض غرامات مالية على منتهكي حظر التجوال المفروضة في مناطق سيطرتها، وأوضح البيان أن «كل محل أو متجر غير مستثنى من قرار الحظر يغرم بمبلغ 10 آلاف ليرة سورية وتضاعف الغرامة في حالة تكرار المخالفة مع تشميع المحل بالشمع الأحمر طيلة فترة الحظر». وأضاف البيان أنه «تغرم كل مركبة أو آلية (سيارات – دراجات نارية.. إلخ) غير مستثناة من قرار الحظر بمبلغ 5 آلاف ليرة سورية ويتم مضاعفة المبلغ وحجز المركبة في حال تكرار المخالفة».[116]
- 6 أبريل: تمديد قرار حظر التجوال 15 يوماً  بدءاً من صباح يوم الثلاثاء الواقع في 7/4/2020 ولغاية 21/4/2020 ضمناً.[117]
- 10 أبريل: فرض حجر صحي مؤقت لمدة 14 يوماً على قرية أم الحوش في مقاطعة الشهباء بعد دخول عسكري مسرّح إلى القرية مشتبه بإصابته بكورونا، نتيجة عدم تنسيق السلطات السورية مع الإدارة الذاتية، حيث تدخلت فرق الطوارئ، وتم إجراء الاختبارات اللازمة له، وتبين وجود أعراض لفيروس كورونا عليه، لذا تم نقله إلى مشافي حلب للتأكد من حالته.[118]
- 15 أبريل: هيئة التربية والتعليم لشمال وشرق سوريا تعلن استئناف العملية التربية عن طريق التلفاز.[119]

### إجراءاتالحكومة السورية المؤقتة

#### مارس 2020
- 17 مارس: إغلاق ثلاثة معابر تقع شمال غربي سوريا بشكل كامل وتام، والمعابر هي «عون الدادات» و«الحمران» و«أبو الزندين» بريف حلب.[120]
- 19 مارس: استمرار تعليق الدوام في المدارس والجامعات والمعاهد المتوسطة التابعة للوزارة، حتى تاريخ 28 مارس، وتفعيل التعليم عن بعد وحتى إشعار آخر.[121]
- 24 مارس: قامت منظمة وحدة تنسيق الدعم (ACU) بالتنسيق مع وزارة الصحة بتأمين ثلاثة كيتات لاختبار الإصابة بفيروس كورونا، تكفي لـ 300 مريض وهي الآن في مخبر الإنذار المبكر في إدلب.[122]

#### أبريل 2020
- 3 أبريل: إصدار عفو عام عن الجرائم المرتكبة قبل الأول من شهر أبريل/ نيسان الجاري. وشمل العفو كامل العقوبة في الجنح والمخالفات ولمن بلغ الـ70 من العمر، والمصاب بمرض عضال غير قابل للشفاء، ونصف العقوبة في الجنايات. واستثنى العفو عدة حالات منصوص عليها في قانون العقوبات العسكري وقانون العقوبات العام.[123]
- 18 أبريل: فرض حظر التجوال في عفرين، وإعزاز وجنديرس، والشيخ حديد، راجو، معبطلي، بلبل، شران منعاً لتفشي فيروس كورونا.[124]

### إجراءاتحكومة الإنقاذ السورية

#### مارس 2020
- 23 مارس: تشكيل لجنة استجابة طارئة للوقاية من فيروس كورونا، وحددت مهامها بمتابعة عمل الجهات العامة كافة وبيان مدى تقيدها بتنفيذ القرارات والتعاميم الصادرة عن رئاسة مجلس الوزراء والوزارات بخصوص إجراءات السلامة العامة، ووضع خطة طوارئ للتعامل مع أي إصابة في حال ظهورها.[125]
- 30 مارس:
  - إيقاف العملية الامتحانية في كافة الجامعات والمعاهد العامة والخاصة حتى إشعار آخر، تأجيل بدء دوام الجامعات العامة والخاصة في الفصل الدراسي الثاني حتى 15 نيسان، إيقاف كافة الأنشطة الأكاديمية التي تستدعي لتجمات بشرية، التوجيه إلى الكليات الطبية للقيام بدورها للتعريف بخطر انتشار فيروس كورونا وطرق الوقاية والعلاج منه.[126]
  - تعليق دوام الطلاب وإغلاق كافة المدارس العامة وكذلك المعاهد الخاصة ورياض الأطفال، مع اتخاذ التدابير والطرق التدريسية اللازمة لاستمرار الخطة الدراسية التعليمية عن بعد تحت طائلة المحاسبة والمساءلة بحق المخالفين.[127]
  - منع التجمعات البشرية الكبيرة وإيقاف أسواق بيع الطيور وأسواق الدراجات النارية لغاية 15 نيسان.[128]
  - تعميم إلى وزارة الصحة يتضمن الطلب بزيادة عدد حملات التوعية الصحية لتشمل كافة فئات المجتمع، والتنسيق مع كافة الجهات العامة والمؤسسات الحكومية والمنظمات الإنسانية لاتخاذ ما يلزم لمكافحة وباء كورونا.[129]
  - تعميم إلى وزارة الداخلية لتنفيذ كافة القرارات الصادرة عن رئاسة مجلس الوزراء بحزم، ومؤازرة كافة الوزارات لتنفيذ قراراتها المتعلقة بتطبيق إجراءات الوقاية من جائحة كورونا ومكافحته، والالتزام بقواعد السلامة والصحة العالمية لحماية العاملين أثناء تأدية واجبهم.[130]

#### أبريل 2020
- 2 أبريل: تعليق إقامة صلاة الجمعة القادمة بتاريخ 3 نيسان والجمعة التي تليها بتاريخ 10 نيسان في كافة مساجد المناطق المحررة.[131]

## المواقف الحقوقية والإنسانية
- 10 مارس: صدور بيان عن المرصد السوري لحقوق الإنسان يقول أن فيروس كورونا «كوفيد-19» انتشر بصورة رئيسة بمحافظات دمشق وطرطوس واللاذقية وحمص السورية وتم تسجيل إصابات كثيرة ووفاة البعض من المصابين ووضع آخرين منهم بـ «الحجر الصحي».[132]
- 22 مارس: أفاد المرصد السوري لحقوق الإنسان نقلا عن مصادر طبية إن أعداد الحالات التي تم حجرها صحيا نتيجة تفشي كوفيد-19، ارتفعت إلى 128 حالة، وأضاف أنه جرى إخراج 56 شخصا من الحجر الصحي بعد أن كانت نتيجة التحاليل سلبية، فيما لا يزال 72 في الحجر بانتظار نتائج الاختبارات، وذكرت المصادر أن ممرضة توفيت إثر إصابتها بالفيروس، وفي مدينة الميادين شرق دير الزور، ارتفع إلى 15 عدد المصابين بكورونا من المليشيات الموالية لإيران، وفق المرصد الذي أوضح أن 11 من هؤلاء يحملون الجنسية الإيرانية، وأن الأربعة الآخرين عراقيون.[133]
- 25 مارس: حذّرت 43 منظمة حقوقية في بيان مشترك من «كارثة» محتملة في حال تفشي فيروس «كورونا المستجدّ» في السجون السورية، حيث من شأن الاكتظاظ وانعدام الخدمات الطبية أن يعّرض حياة عشرات الآلاف لخطر داهم.[134]
- 28 مارس: بيان عن مجلس المعتقلين السوريين SDC ينسب إلى مصدر موثوق ورود أنباء عن الاشتباه بإصابة معتقلتين في سجن عدرا للنساء، وعدم اتخاذ أي إجراءات للعزل من قبل إدارة السجن، ويدعي البيان أن الحالتين تتشاركان نفس الزنزانة مع 16 سجينة أخرى.
- 29 مارس: أنباء عن ترحيل قوات الجيش التركي جميع اللاجئين المتواجدين في منطقة “بازار كوله” على الحدود اليونانية التركية قسرياً بعد أن مزقت جميع الخيام التي نصبها طالبو اللجوء هناك الذين كانوا يأملون بالوصول إلى اليونان ومنها إلى أوروبا، وذلك بعد أن وضعتهم في السابق أمام خيارين، إما الحجر الصحي في سكن الطلاب أو الترحيل إلى إسطنبول.[135]
- 30 مارس: حذرت الأمم المتحدة من احتمال أن يكون لفيروس كورونا تأثير مدمر على التجمعات السكانية الهشة بجميع أنحاء سوريا، وأشارت إلى أن الخدمات الصحية هشة للغاية، حيث فقط حوالي نصف المستشفيات ومراكز الرعاية الصحية الأولية كانت تعمل بكامل طاقتها حتى نهاية 2019. ودعت إلى رفع العقوبات التي يمكن أن تقوض قدرة البلدان على الاستجابة للوباء، ونوهت إلى ضرورة وقف كامل وفوري لإطلاق النار بجميع أنحاء البلاد.[136]
- 31 مارس: هيومت رايتس ووتش تنتقد «تقاعس السلطات التركية عن ضمان إمدادات مياه كافية لمناطق سيطرة الكورد في شمال شرق سوريا»، وقالت إن ذلك «يضر بقدرة المنظمات الإنسانية على تجهيز المجتمعات الضعيفة لحمايتها، في ظل انتشار فيروس كورونا المسبب لوباء (كوفيد-19) العالمي».[137]
- 1 أبريل: أكد ممثل منظمة الصحة العالمية في سورية نعمة سعيد أن واقع الإصابات بفيروس كورونا في سورية في بداية المنحنى التصاعدي.[138]
- 2 أبريل: نددت منظمة «هيومن رايتس ووتش»، بإجراءات وصفتها بـ«التمييزية»، تتخذها بلديات لبنانية بحقّ اللاجئين السوريين، في إطار جهود مواجهة وباء كورونا. حيث قالت إن «21 بلدية لبنانيّة على الأقل، فرضت قيودًا تمييزية على اللاجئين السوريين لا تُطبق على السكان اللبنانيّين، كجزء من جهودها لمكافحة فيروس». ودعت المنظمة الحكومة، البلديات اللبنانية إلى «إبلاغ اللاجئين السوريين بوضوح بأنهم قادرون على الحصول على الرعاية الصحيّة بدون أي عقاب، في حال شعروا بأيّ عوارض تشبه عوارض فيروس كورونا المستجد، حتى لو لم تكن لديهم إقامة صالحة أو أي وثائق أخرى».[139]
- 3 أبريل: حذرت مفوضية الأمم المتحدة السامية لحقوق الإنسان من ارتفاع خطر الإصابة بالعدوى الجماعية بمرض فيروس كورونا في السجون في سوريا، مشيرة إلى عدم اتخاذ السلطات أي إجراء في هذا الصدد حتى الآن.[140]
- 5 أبريل: المرصد السوري لحقوق الإنسان يؤكد أن تعداد الحالات المصابة في سورية وصل إلى أكثر من 30 إصابة مؤكدة في كل من دمشق وحلب واللاذقية وطرطوس وحمص وحماة ودرعا، كما ارتفع تعداد الأشخاص الذين جرى وضعهم بالحجر الصحي إلى 325، نتائج 123 منهم كانت سلبية وجرى إخراجهم، فيما أبلغت مصادر طبية المرصد السوري بأنه وخلال شهر يناير/كانون الثاني وبداية فبراير/شباط وصلت إلى المشافي ضمن مناطق نفوذ النظام السوري، حالات كثيرة تعاني من التهاب حاد بالجهاز التنفسي السفلي أو التهاب رئوي حادي، توفي منهم 8 مواطنين، إلا أن الأطباء حينها لم يتمكنوا من تشخيص الحالات بفيروس كورونا من عدمه. ووفقاً لإحصائيات المرصد السوري فإن تعداد المصابين من المليشيات الإيرانية في سورية وصل إلى 34 حالة مؤكدة، 11 منهم لازالوا في مشافي ضمن مناطق نفوذ الإيرانيين بدير الزور، بينما البقية تعافوا بالإضافة لمعلومات مؤكدة عن وفاة اثنين من إجمالي الإصابات بعد نقلهم إلى إيران، في حين وصلت أعداد المصابين بالفيروس من المليشيات الموالية لإيران من الجنسية العراقية إلى 19 إصابة جرى نقلهم إلى الأراضي العراقية. كماوصلت طائرة ركاب مدنية تحمل 20 شخص على الأقل إلى مطار القامشلي قادمة من العاصمة السورية دمشق، وأكدت مصادر في “الإدارة الذاتية لشمال وشمال شرق سورية” أن القادمين سيتم الحجر عليهم صحياً لمدة 14 يوماً.[141]
- 6 أبريل: استنكرت اللجنة الشعبية المصرية للتضامن مع الشعب السوري استمرار الإجراءات الاقتصادية القسرية أحادية الجانب المفروضة من قبل الغرب ضد سورية مؤكدة أنها إجراءات تخالف المواثيق الدولية وتعد جريمة كبرى في حق الإنسانية وخاصة في ظل انتشار وباء كورونا المستجد عالمياً.[142]
- 11 أبريل:
  - حذر فريق “منسقو استجابة سوريا” من ظهور حالات عدوى “محتملة” بفيروس “كورونا المستجد” (كوفيد-19) في الشمال السوري، بعد فتح معبر “دير بلوط- أطمة” في ريف إدلب الشمالي الذي يربط حلب بإدلب.[143]
  - اتهامات للحكومة السورية وتركيا بالاستهتار بحياة سكان شمال وشرق سوريا، الأولى عن طريق استمرار نقل المسافرين إلى المنطقة عبر مطاراتها، والثانية عبر نقل مصابي كورونا من تركيا إلى المناطق التي تحتلها في سوريا وخصوصاً سريه كانيه وكري سبي/تل أبيض.[144]
- 13 أبريل: دعت منظمة (نيو هيومانتي) إلى رفع الاجراءات الاقتصادية القسرية أحادية الجانب المفروضة على سورية فوراً ولا سيما تلك التي تستهدف القطاع الصحي كونه أساسي في التصدي لوباء كورونا المنتشر في أنحاء العالم مؤكدة أن هذه الإجراءات جائرة وغير مقبولة.[145]

## المواقف العربية والدولية
- 10 مارس: أعلنت باكستان تسجيل 9 إصابات جديدة بفيروس كورونا، مشيرة إلى أن 6 من المصابين الجدد وصلوا إلى مدينة كراتشي عاصمة إقليم السند قادمين من سوريا عبر الدوحة.[1]
- 27 مارس: أجرى ولي عهد أبو ظبي محمد بن زايد اتصالاً هاتفياً، بالرئيس السوري الهارب بشار الأسد، هو الأول منذ اندلاع الحرب الأهلية السورية. بحثا خلاله تداعيات تفشي فيروس كورونا، وأكد بن زايد للأسد «دعم الإمارات للشعب السوري خلال هذه الظروف الاستثنائية».[146]
- 29 مارس: محافظ كربلاء العراقية نصيف الخطابي يقول في رسالة مصورة وجهها إلى أهالي كربلاء أن «المحافظة سجلت 11 إصابة بفيروس كورونا، وأتضح أن الغالبية العظمى من الإصابات هي لقادمين من سوريا». وأوضح الخطابي أن «خلية الأزمة في الحكومة لم تعلم محافظة كربلاء بأن سوريا تعتبر من البلدان الموبوءة بفيروس كورونا، لذلك لم يتم حجر أي عراقي قادم من سوريا خلال الفترة الماضية، رغم وجود مراكز للحجر». وتابع أنه «ربما السلطات السورية أو الجهات الطبية السورية، لم تعط المعلومات بشأن كورونا».[147]
- 31 مارس: حث مندوب الصين الدائم لدى الأمم المتحدة «تشانج جيون» على رفع ما وصفها بـ «الإجراءات الأحادية التعسفية» عن سوريا فورا وبشكل كامل، معتبرا أن هذه العقوبات من شأنها أن تقوض جهود سوريا في مكافحة مرض فيروس كورونا المستجد (كوفيد-19).[148]
- 4 أبريل: قالت المؤسسة العامة لتجارة وتخزين وتصنيع الحبوب في سوريا يوم السبت إن البلاد تلقت 25 ألف طن من القمح الروسي كمساعدات.[149]
- 7 أبريل: دعا مفوض السياسة الخارجية في الاتحاد الأوروبي جوزيب بوريل إلى رفع الإجراءات القسرية التي تعيق وصول المساعدات الإنسانية إلى سورية وإيران وفنزويلا وكوريا الديمقراطية وسط تفشي وباء كورونا المستجد في أنحاء العالم.[150]
- 11 أبريل: مجلس السلام الأمريكي يدعو إلى رفع الإجراءات الاقتصادية القسرية المفروضة على سورية ودول أخرى.[151]
- 15 أبريل: هيئتان سورية وروسية تصدران بيانا مشتركا تدعوان فيه المجتمع الدولي لممارسة الضغط على واشنطن لرفع «العقوبات الجائرة» في ظل انتشار فيروس كورونا في العالم.[152]
- 17 أبريل: وزارة الصحة السورية تعلن تسلمها دفعة مساعدات طبية روسية خاصة بالكشف عن الإصابة بفيروس كورونا المستجد ومعالجة المصابين به إضافة إلى وسائل حماية للكوادر الطبية المكلفة التصدي للفيروس.[153]

## الأزمات الجانبية لجائحة فيروس كورونا
- 11 مارس: أفاد تلفزيون كردستان من القامشلي أن 1% من سكان المدينة يرتدون أقنعة واقية، وهنالك انخفاض حاد في مخزون الكمامات الطبية لدى الصيدليات والمراكز الصحية.[154]
- 26 مارس: حذرت ورقة بحثية نشرتها مبادرة الإصلاح العربي من خطر الكثافة السكانية العالية للغاية في مخيمات اللاجئين والنازحين داخلياً، فضلاً عن الازدحام الشديد في المراكز الحضرية في سوريا، نتيجة لتدمير عدد هائل من البلدات والمدن، وأعربت عن قلقها من نقص وعدم توفر مرافق الصرف الصحي والنظافة الشخصية في عدة مناطق. وأشارت إلى أنه بحلول أواسط مارس/آذار زادت أسعار المستلزمات الطبية الباهظة لدرجة كبيرة، ورغم مطالبة الحكومة للشركات الحكومية والقطاع الخاص بزيادة الإنتاج للأجهزة والمنتجات الطبية، فمن غير المرجح أن تلبي الشركات بإنتاجها الاحتياجات القائمة. وتنبأت بأن سوف يضعف أكثر الطلب الاقتصادي الكلي، وهو منخفض حالياً بالفعل، إذ أن جميع قطاعات النشاط التجاري تقريباً قد تضررت، لا سيما قطاعات تجارة التجزئة والنقل والسياحة. في الوقت نفسه، سوف تظهر الحاجة إلى إعادة توزيع الموارد الحكومية المحدودة وزيادة مخصصات القطاع الصحي، من أجل تخفيف آثار الجائحة، بدلاً من الإنفاق على قطاعات ضرورية وهامة أخرى. ووثقت تأثير جائحة فيروس كورونا على سعر الليرة حيث ارتفع سعر الدولار 10 بالمئة في السوق السوداء بين 1 و18 مارس/آذار، وأصبح يُباع بـ 1175 ليرة، مقارنة بـ 1070 ليرة في 1 مارس/آذار.[155]
- 28 مارس: أعلن المرصد السوري لحقوق الإنسان أن كافة مناطق سيطرة النظام السوري تعاني من أزمة خانقة لعدم توفر مادة الخبز بشكل أساسي وارتفاع جنوني بأسعار المواد الغذائية في ظل انهيار الليرة السورية المتواصل.[156]
- 11 أبريل: (كورونا) أبقى سيارات الأجرة وسيلة النقل الوحيدة للركاب في دمشق، وذلك نتيجة للإجراءات الاحترازية التي اتخذتها الحكومة للتصدي لفيروس كورونا والتي تم بموجبها وقف عمل وسائل النقل الجماعي.[157]

## اللقاح
وفق بيانات وزراة الصحة بلغ عدد الأشخاص الذين تلقوا اللقاح بشكل كامل في سورية حتى تاريخ 18 آيار 2022: 3 ملايين و400 ألف شخص منهم 51 ألف جرعة داعمة.